# Frederick Forestier-Walker

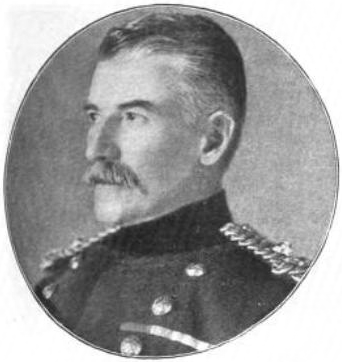
Frederick Forestier Walker (1899)

Sir Frederick William Edward Forestier Forestier-Walker, GCMG, KCB, KStJ  (* 17. April 1844 in Bushey, Hertfordshire; † 30. August 1910 in Tenby, Pembrokeshire) war ein britischer General der British Army, der unter anderem von 1905 bis 1910 Gouverneur von Gibraltar war.

## Leben
Frederick William Edward Forestier Forestier-Walker war der Sohn von General Sir Edward Forestier-Walker (1812–1881) und von Lady Jane Ogilvy-Grant († 1861), Tochter von Francis Ogilvy-Grant, 6. Earl of Seafield (1778–1853). Er absolvierte eine Offiziersausbildung am Royal Military College Sandhurst und trat am 11. Juli 1865 als Leutnant in das Regiment der Scots Guards ein. In der Folgezeit fand er zahlreiche Verwendungen als Offizier sowie Stabsoffizier und nahm unter anderem an den Grenzkriegen in der Kapkolonie sowie am Zulukrieg (11. bis 1. September 1879). Für seine Verdienste wurde er 1878 Companion des Order of the Bath (CB) sowie 1885 auch Companion des Order of St Michael and St George (CMG). 

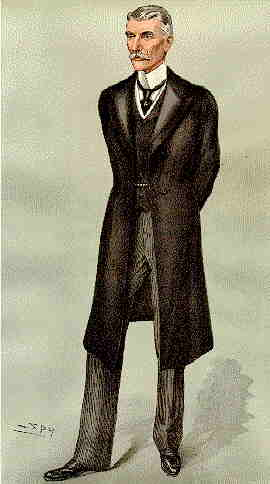
Frederick Forestier Walker (Karikatur „Shookey“ von Leslie Ward im Magazin „Vanity Fair“; 24. Dezember 1902)

Nachdem Forestier-Walker, der auch Knight of Justice des Order of Saint John (KStJ)  von April 1889 bis Dezember 1890 als Generalmajor (Major General) Kommandeur der 2. Brigade der Garnison Aldershot war, löste er im Dezember 1890 Generalmajor Sir James Charlemagne Dormer als Oberbefehlshaber der Truppen in Ägypten (General Officer Commanding-in-Chief, Egypt) und verblieb auf diesem Posten bis zu seiner Ablösung durch Generalmajor Sir Charles Knowles im Oktober 1895. Für seine Verdienste wurde er 26. Mai 1894 als Knight Commander des Order of the Bath (KCB) nobilitiert, wodurch er fortan den Namenszusatz „Sir“ führte. Als Generalleutnant (Lieutenant-General) übernahm er im November 1895 von Generalleutnant Sir Richard Harrison den Posten als Kommandeur des Militärbezirks West (General Officer Commanding, Western District) in Devonport und hatte dieses Kommando bis September 1899 inne, woraufhin Generalleutnant Sir William Francis Butler seine Nachfolge antrat.
Im Anschluss war Generalleutnant Sir Frederick Forestier Walker wiederum als Nachfolger von Generalleutnant Sir William Francis Butler im Oktober 1899 bis zu seiner Ablösung durch Feldmarschall Frederick Roberts, 1. Baron Roberts Oberbefehlshaber der Truppen am Kap der Guten Hoffnung einen Monat später im November 1899. In dieser Verwendung kam es zum Beginn des Zweiten Burenkrieges (11. Oktober 1899 bis 31. Mai 1902). Für seine weiteren Verdienste wurde er am 19. April 1901 wurde er auch zum Knight Grand Cross des Order of St Michael and St George (GCMG) ernannt. Am 1. August 1905 wurde er schließlich als Nachfolger von Feldmarschall Sir George Stuart White Gouverneur von Gibraltar und verblieb in diesem Amt bis zum 18. Juli 1910, woraufhin General Sir Archibald Hunter ihn ablöste. Während dieser Zeit war er als Nachfolger von Generalleutnant Somerset M. Wiseman Clarke von 1905 bis zu seiner Ablösung durch Generalleutnant Sir Charles Woollcombe außerdem Oberstkommandant des Linieninfanterieregiments King’s Own Scottish Borderers. Als Nachfolger von Prinz Arthur, 1. Duke of Connaught and Strathearn wurde er des Weiteren 1909 Kommandierender General des Mittelmeerkommandos (General Officer Commanding Mediterranean) und hatte diesen Posten bis zu seiner Ablösung durch General Sir Ian Standish Monteith Hamilton 1910.
Aus seiner 1887 geschlossenen Ehe mit Mabel Louisa Ross, Tochter von Colonel Ernest Ross, ging der Sohn Ian Frederick Walter Walker (1888–?) hervor, der später als Leutnant ebenfalls im Regiment der Scots Guards diente.